# Ted Weschler
Ted Weschler (Buffalo, Nueva York, 16 de mayo de 1962) es un empresario y ejecutivo estadounidense. Fue primero inversor de hedge fund, para pasar a  continuación a Berkshire Hathaway. Junto con Todd Combs, es uno de los aspirantes a suceder a Warren Buffett, presidente de Berkshire.

## Biografía
Ted Weschler nació en Buffalo, Nueva York, aunque pasó gran parte de su infancia en Erie (Pensilvania). Hijo de un ejecutivo de The Great Atlantic and Pacific Tea Company, la familia se trasladó a menudo, en especial por ciudades del Rust Belt (Cinturón de óxido). Se graduó en 1989 por la Escuela de negocios Wharton en la Universidad de Pensilvania.

## Carrera
Tras graduarse en Wharton, Weschler trabajó durante seis años en W. R. Grace and Company, una compañía química estadounidense. En 1989 dejó Grace y durante diez años fue socio de Quad-C Management, una firma de capital riesgo en Charlottesville (Virginia).
En 1999 fue socio fundador del fondo de capital inversión Peninsula Capital Advisors, que creó junto a otros inversores.

### Warren Buffett
En julio de 2010 pagó la suma de $2,6 millones de dólares por comer junto al Oráculo de Omaha. En efecto, en la subasta del Glide Memorial Church, pagó una gran suma por comer junto a Warren Buffett. En 2011, Weschler volvió a pagar una suma millonaria por un segundo almuerzo. Pagó $2,626,411 dólares para la ocasión. Las pujas son anónimas hasta que se anuncian públicamente por la revista Fortune.
En 2012, Weschler se unió a Berkshire Hathaway, un año después de que lo hiciera Todd Combs como administrador del grupo. La cartera de Berkshire Hathaway ascendía en 2019 a unos 13 000 millones de dólares en acciones y unos $8 000 millones en fondos de pensiones.

## Vida personal
Weschler y su esposa, Sheila, viven en Charlottesville (Virginia), con sus dos hijas, a pesar de sus continuos viajes a Omaha, Nebraska por su trabajo en Berkshire Hathaway.